# Élections générales albertaines de 1975
L'élection générale albertaine de 1975 eut lieu le 26 mars 1975 afin d'élire les députés de l'Assemblée législative de l'Alberta.

## Résultats
| Parti                      | Parti                      | Chef        | # de candidats | Sièges | Sièges | Sièges  | Voix    | Voix    | Voix    |
| Parti                      | Parti                      | Chef        | # de candidats | 1971   | Élus   | % Diff. | #       | %       | % Diff. |
| -------------------------- | -------------------------- | ----------- | -------------- | ------ | ------ | ------- | ------- | ------- | ------- |
|                            | Progressiste-conservateur  |             | 75             | 49     | 69     |         | 369 764 | 62,65 % |         |
|                            | Crédit social              |             | 70             | 25     | 4      |         | 107 211 | 18,17 % |         |
|                            | Nouveau Parti démocratique |             | 75             | 1      | 1      |         | 76 360  | 12,94 % |         |
|                            | Indépendant                | Indépendant | 13             | -      | 1      |         | 6 643   | 1,13 %  |         |
|                            | Libéral                    |             | 46             | -      | -      | -       | 29 424  | 4,98 %  |         |
|                            | Communiste                 |             | 14             | *      | -      | *       | 768     | 0,13 %  | *       |
| Total                      | Total                      | Total       | 293            | 75     | 75     | -       | 590 170 | 100 %   |         |
| Source : Elections Alberta |                            |             |                |        |        |         |         |         |         |

Notes :
* N'a pas présenté de candidats lors de l'élection précédente